# Das verschwundene Zimmer
Das verschwundene Zimmer ist eine amerikanische, fiktionale TV-Miniserie aus dem Jahre 2006. Die Handlung dreht sich um ein geheimnisvolles Motelzimmer. Der Protagonist ist ein Kriminalkommissar, der seine Tochter sucht, die in dem anscheinend außerhalb von Raum und Zeit gelegenen Zimmer verschwunden ist. Dabei wird er auch mit allerlei ganz gewöhnlich aussehenden, aber erstaunlichen Gegenständen aus dem Motelzimmer Nr. 10 konfrontiert.
In den Vereinigten Staaten wurde die Serie in drei Teilen ausgestrahlt, die jeweils zwei Episoden umfassen, in Deutschland dagegen 2008 als Zweiteiler. Die DVD unterteilt die Serie in sechs einzelne Episoden. 

## Protagonisten
- Joe Miller (Peter Krause) ist ein Detective, der durch Zufall an einen Schlüssel gerät, der jede Tür öffnen kann und zu dem Motelzimmer Nr. 10 des Sunshine Motels passt, das außerhalb der Zeit zu liegen scheint. Seine kleine Tochter Anna (Elle Fanning) verschwindet in dem Raum und Miller setzt alles daran, sie wiederzufinden.
- Jennifer Bloom (Julianna Margulies) ist Mitglied in der „Legion“, einer von zwei konkurrierenden Gruppierungen, die aus ganz unterschiedlichen Motiven bestrebt sind, so viele Gegenstände („Objekte“) wie möglich aus dem Motelzimmer zu sammeln, da diese zwar ganz gewöhnlich erscheinen, allein oder in Kombination allerdings Ungewöhnliches bewirken können. Dabei trachtet die „Legion“ danach, diese Gegenstände zu finden und aus dem Verkehr zu ziehen, während der „Orden der Wiedervereinigung“ (meist nur „der Orden“ genannt) diese für eine Möglichkeit hält, zur Anschauung Gottes zu gelangen oder sogar gottgleich zu werden.
- Karl Kreutzfeld (Kevin Pollak) ist ein vermögender Pfandleiher. Viele der „Objekte“ befinden sich mittlerweile in seinem Besitz.
- Howard „das Wiesel“ Montague (Roger Bart), ein Kleinganove, hat sich intensiv mit den Wechselwirkungen der Objekte untereinander beschäftigt.
- Dr. Martin Ruber (Dennis Christopher) ist Gerichtsmediziner. Die Gier danach, in den Orden der Wiedervereinigung aufgenommen zu werden und dem Motelzimmer wie den Objekten nahezukommen, lässt ihn mehr und mehr den Verstand verlieren. Nach einem Aufenthalt in der Wüste und einer Vision glaubt er, zum Propheten der Objekte berufen zu sein.
- Wally Jabrowski (Peter Jacobson) ist im Besitz der Busfahrkarte, einem weiteren ungewöhnlichen Objekt aus dem Zimmer.

## Handlung

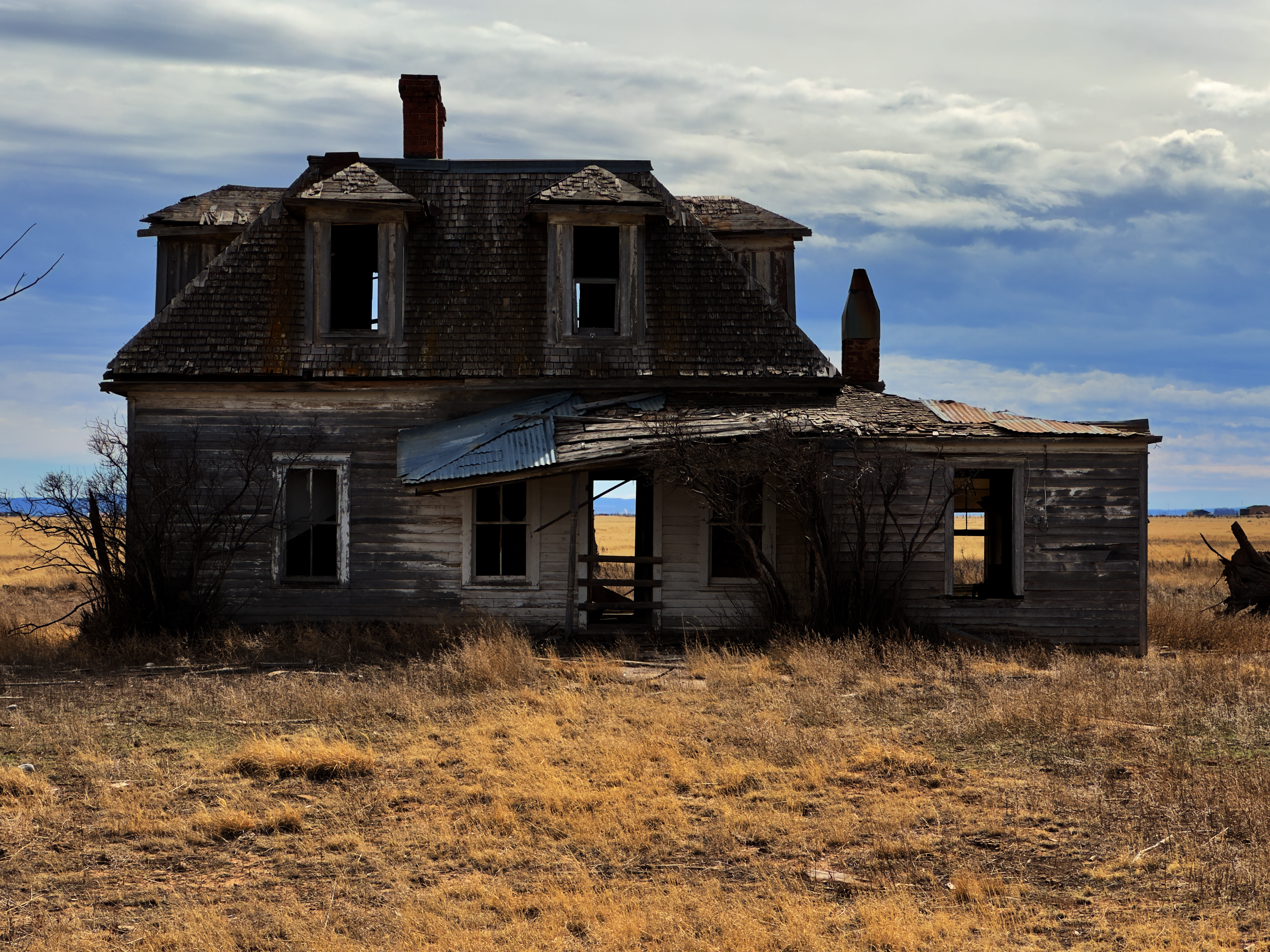
Einer der Drehorte: ein verfallenes Haus bei Estancia in New Mexico

Detective Miller erhält im Rahmen der Ermittlungen zu einem mysteriösen Fall mit zwei Toten von einem sterbenden Kleinkriminellen einen Schlüssel, der in jedes beliebige Türschloss passt und die Tür in ein geheimnisvolles Motelzimmer öffnet. Dieses Zimmer Nr. 10 gehörte früher einmal zu einem Motel an der Route 66 in New Mexico, das mittlerweile verfallen ist. Anfang der 1960er Jahre trug sich dort ein nicht näher erklärtes Ereignis zu, bei dem das Zimmer aus unserer Dimension verschwunden zu sein scheint. Seitdem führt jede Tür, die man mit dem Schlüssel des Zimmers öffnet, in das unverändert erscheinende Motelzimmer. Bei seinem Verlassen wiederum wird die Tür zu jeder, die der Benutzer sich vorstellen kann. Stellt er sich keine vor, wählt das Zimmer zufällig einen Ort aus.
Bei seinen Ermittlungen stellt Joe Miller fest, dass es mehrere Gruppierungen und Einzelpersonen gibt, die zufällig oder aus unterschiedlichen Motiven heraus in den Besitz von „Objekten“ aus dem Motelzimmer gekommen sind, sie sich beschaffen wollen, Nachforschungen über sie betreiben oder auch damit handeln. Die Objekte sind außerhalb des Zimmers unzerstörbar, bei einer „Rücksetzung“ des Raumes durch Verschließen der Zimmertür bleiben sie – und nur sie – erhalten und kehren gegebenenfalls an ihren ursprünglichen Ort im Zimmer zurück. 
Montague entführt Millers Tochter Anna, um an den Schlüssel zu kommen. Bei dem versuchten Austausch flieht Anna mit dem Schlüssel und öffnet damit eine Tür in einem verlassenen Lagerhaus. Bei der Auseinandersetzung zwischen ihrem Vater und Montague wird sie von diesem in das Zimmer gestoßen, ohne dass sie den Schlüssel bei sich hat. Als er sie wieder öffnet, ist das Mädchen spurlos verschwunden. Montague, ein abgehalfterter Hochschullehrer, entwickelt Miller gegenüber seine Hypothese vom „Primärobjekt“, das alle anderen steuere und mit dem man Anna zurückholen könne.
In seiner Verzweiflung weiht Miller einige Leute in sein Geheimnis ein und schließt verschiedene Allianzen. Einige helfen ihm, andere wollen ihm vor allem den Schlüssel abjagen und gehen dabei teilweise sogar über Leichen.
Es kursieren die unterschiedlichsten Theorien, was es mit der Entstehung des Zimmers und den Objekten auf sich hat, niemand weiß jedoch Genaues. Diejenigen, die die Kräfte verschiedener Objekte zuerst entdeckten und danach trachteten, so viele wie möglich in ihren Besitz zu bringen, die sogenannten Sammler, sind schon lange tot oder wahnsinnig geworden. Die letzte Besitzerin des Motels, Arlene Conroy, verschwand nach dem Versuch, mit Hilfe einiger Objekte die Umstände des Verschwindens des Zimmers zu wiederholen, ein Ereignis, das auch das „Conroy-Experiment“ genannt wird.
Die von den Sammlern zusammengetragenen Objekte wurden von diesen in einem Strahlenschutzraum unter einem aufgegebenen Gefängnisbau verborgen. Miller und Kreutzfeld, die sich mittlerweile zusammengetan haben, dringen durch das Zusammenwirken der Objekte Schlüssel, Uhr und Schere dort ein, um Kreutzfeld das Auge zu verschaffen. Das Glasauge ist eine mächtige Waffe, die Fleisch zerstören oder heilen kann. Karl Kreutzfeld will es sich verschaffen, weil sein Sohn an Leukämie leidet. Kreutzfeld bringt sich bei der Gelegenheit allerdings auch in Besitz des Schlüssels und lässt Miller in dem Verlies zurück. Es stellt sich heraus, dass er das Conroy-Experiment wiederholen will, um seinen Sohn wieder ins Leben zurückzubringen. Im Besitz des Auges löscht Kreutzfeld fast alle Mitglieder der Legion aus, bevor er bei der Nachstellung des Conroy-Experiments selbst ums Leben kommt.
Miller kann sich befreien und findet schließlich heraus, dass es zum Zeitpunkt des Ereignisses einen Bewohner des Zimmers gab, Eddie McCleister. Dieser wurde bei dem Ereignis ebenfalls zu einem Objekt. Da sich die aus dem Zimmer stammenden Objekte gegenseitig anzuziehen scheinen, lebt dieser unter Qualen in einer Nervenheilanstalt an einem abgelegenen Ort und wünscht sich den Tod. Miller begibt sich auf dessen Wunsch hin mit McCleister in das Motelzimmer. Dieser fordert Miller auf, ihn zu töten, was nur dort möglich ist, und seinen Platz als Objekt einzunehmen. Er ist damit in der Lage, einen Reset des Raumes zu überleben und seine Tochter wiederzufinden. 
Am Ende wirft Miller den Schlüssel in das Zimmer und schließt die Tür; niemand soll das Zimmer je wieder betreten. In der letzten Szene öffnet sich die Tür des vorletzten Zimmers des verfallenen Motels wieder, und auf dem Boden liegt der Schlüssel.

## Episodenliste
- The Key and the Clock (Der Schlüssel und die Uhr)
- The Comb and the Box (Der Kamm und die Schachtel)
- The Eye and the Prime Object (Das Auge und das Primärobjekt)